# 毗山遗址
毗山遗址位于浙江省湖州市吴兴区八里店镇毗山村，分布于市区东郊约2.5公里处的毗山周围，东南距钱山漾遗址约7公里许，是苕溪流域的重要遗址之一。

## 发现经过
1957年冬，湖州市在拓浚三里桥河时发现该遗址。时任湖州市文教局副局长张葆明在三里桥河西岸金家㘰村附近的土墩剖面上发现了大量的以泥质灰陶豆和三足盘为主的遗物。约一周后，浙江省博物馆周中夏、汪济英来毗山调查，确认其为重要遗址。

## 保护现状
1963年3月11日列入浙江省文物保护单位，2013年5月列入第七批全国重点文物保护单位。2013年6月9日，浙江省文物局公布其为第一批省级考古遗址公园